# Фернанду Коуту
Фернанду Коуту (вимова ближче до Фернанду Коту, порт. Fernando Couto, МФА: [fɨɾ.ˈnɐ̃.du ˈko.tu], 2 серпня 1969, Ешпінью) — португальський футболіст, центральний захисник. По завершенні ігрової кар'єри — спортивний функціонер.
Як гравець насамперед відомий виступами за клуби «Порту» та «Лаціо», а також національну збірну Португалії.
Дворазовий чемпіон Португалії. Дворазовий володар Кубка Португалії. Чемпіон Іспанії. Дворазовий володар Кубка Іспанії з футболу. Чемпіон Італії. Дворазовий володар Кубка Італії. Дворазовий володар Суперкубка Італії з футболу. Володар Кубка УЄФА. Дворазовий володар Кубка Кубків УЄФА. Триразовий володар Суперкубка УЄФА. Володар Міжконтинентального кубка.

## Клубна кар'єра
Вихованець футбольної школи клубу «Порту». Дорослу футбольну кар'єру розпочав 1987 року в основній команді того ж клубу, в якій провів один сезон, взявши участь лише у 1 матчі чемпіонату.
Згодом з 1988 по 1990 рік грав на умовах оренди у складі команд клубів «Фамалікан» та «Академіка».
Своєю грою за останню команду знову привернув увагу представників тренерського штабу клубу «Порту», до складу якого повернувся 1990 року. Цього разу відіграв за клуб з Порту наступні чотири сезони своєї ігрової кар'єри. Більшість часу, проведеного у складі «Порту», був основним гравцем захисту команди. За цей час двічі виборював титул чемпіона Португалії, ставав володарем Кубка Португалії (також двічі).
Протягом 1994—1998 років захищав кольори клубів «Парма» та «Барселона». Протягом цих років додав до переліку своїх трофеїв титул чемпіона Іспанії, ставав володарем Кубка Іспанії з футболу (двічі), володарем Кубка УЄФА, володарем Кубка Кубків УЄФА, володарем Суперкубка УЄФА.
1998 року уклав контракт з клубом «Лаціо», у складі якого провів наступні сім років своєї кар'єри гравця. Граючи у складі «Лаціо» також здебільшого виходив на поле в основному складі команди. За цей час додав до переліку своїх трофеїв титул чемпіона Італії, ставав володарем Кубка Італії (двічі), володарем Кубка Кубків УЄФА, володарем Суперкубка УЄФА.
Завершив професійну ігрову кар'єру у клубі «Парма», у складі якого вже виступав раніше. Прийшов до команди 2005 року, захищав її кольори до припинення виступів на професійному рівні у 2008.

## Виступи за збірні
Протягом 1989—1990 років залучався до складу молодіжної збірної Португалії. На молодіжному рівні зіграв у 10 офіційних матчах, забив 1 гол.
1990 року дебютував в офіційних матчах у складі національної збірної Португалії. Протягом кар'єри у національній команді, яка тривала 15 років, провів у формі головної команди країни 110 матчів, забивши 8 голів.
У складі збірної був учасником чемпіонату Європи 1996 року в Англії, чемпіонату Європи 2000 року у Бельгії та Нідерландах, на якому команда здобула бронзові нагороди, чемпіонату світу 2002 року в Японії і Південній Кореї, а також чемпіонату Європи 2004 року у Португалії, де разом з командою здобув «срібло».

## Титули і досягнення
- Чемпіон Португалії (3):

«Порту»: 1987–88, 1991–92, 1992–93
- Володар Кубка Португалії (2):

«Порту»: 1990–91, 1993–94
- Володар Суперкубка Португалії (2):

«Порту»: 1991, 1993
- Чемпіон Іспанії (1):

«Барселона»: 1997–98
- Володар Кубка Іспанії з футболу (2):

«Барселона»: 1996–97, 1997–98
- Чемпіон Італії (1):

«Лаціо»: 1999–00
- Володар Кубка Італії (2):

«Лаціо»: 1999–00, 2003–04
- Володар Суперкубка Італії з футболу (2):

«Лаціо»: 1998, 2000
- Володар Кубка УЄФА (1):

«Парма»: 1994–95
- Володар Кубка володарів кубків УЄФА (2):

«Барселона»: 1996–97
«Лаціо»: 1998–99
- Володар Суперкубка УЄФА (3):

«Порту»: 1987
«Барселона»: 1997
«Лаціо»: 1999
- Володар Міжконтинентального кубка (1):

«Порту»: 1987
- Чемпіон світу (U-20): 1989
- Віце-чемпіон Європи: 2004